# Carla Gallo
Carla Paolina Gallo (Brooklyn - New York, 24 juni 1975) is een Amerikaans actrice.

## Biografie
Gallo werd geboren in de borough Brooklyn van New York. Zij studeerde af in theaterwetenschap aan de Cornell-universiteit in Ithaca (New York).
Gallo begon in 1994 met acteren in de film Spanking the Monkey. Hierna heeft zij nog meerdere rollen gespeeld in films en televisieseries zoals Carnivàle (2003-2005), The 40 Year Old Virgin (2005), Mission: Impossible III (2006), Funny People (2009), Californication (2008-2009) en Bones (2008-2017).

## Filmografie

### Films
Uitgezonderd korte films.
- 2021 The Starling - als dr. Wilson
- 2020 Happiest Season - als boze huiseigenaresse
- 2018 A Futile and Stupid Gesture - als Lucy Fisher
- 2017 Room for Rent - als Lindsay Ross
- 2017 Little Evil - als Wendy
- 2016 Bad Neighbours 2: Sorority Rising - als Paula
- 2014 Bad Neighbours – als Paula
- 2013 Beneath the Harvest Sky – als Renee
- 2011 Danni Lowinski – als Kaz
- 2011 We Bought a Zoo – als Rhonda Blair
- 2011 Five – als Laura
- 2011 Coming & Going – als Linda
- 2010 Get Him to the Greek – als Destiny
- 2009 The Station – als ??
- 2009 Mother and Child – als Tracy
- 2009 Funny People – als Miss Pruitt
- 2009 I Love You, Man – als vriendin van Zooey
- 2009 The Slammin' Salmon – als Stacy
- 2008 Insanitarium – als Vera Downing
- 2008 Forgetting Sarah Marshall – als Gag Me meisje
- 2007 Superbad – als meisje dat ongesteld is
- 2006 Mission: Impossible III – als Beth
- 2005 The 40 Year Old Virgin – als schoenlikkend meisje
- 2005 Sexual Life – als Terri
- 2002 The Gray in Between – als Stephanie
- 1999 The 24 Hour Woman – als slachtoffer
- 1994 Spanking the Monkey – als Toni Peck

### Televisieseries
Uitgezonderd eenmalige gastrollen.
- 2022 Mayans M.C. - als ATF agente Lydecker - 2 afl.
- 2008-2017 Bones – als Daisy Wick – 33 afl.
- 2013-2014 Blue - als Rose - 5 afl.
- 2012-2013 Burning Love – als Tamara P. – 4 afl.
- 2009-2011 Men of a Certain Age – als Annie – 8 afl.
- 2009 Mad Men – als Karen Ericson – 2 afl.
- 2008-2009 Californication – als Daisy – 11 afl.
- 2003-2005 Carnivàle – als Libby Dreifuss – 24 afl.
- 2001-2003 Undeclared – als Lizzie Exley – 17 afl.

- Library of Congress Control Number: no00010702
- Virtual International Authority File: 6930480
- WorldCat: E39PBJyMhPx4PmwRtfwQxRgkDq